# Аусмюндюр Ґвюдмюндссон
Аусмюндюр Ґвюдмюндссон (ісл. Ásmundur Guðmundsson; 6 жовтня 1888, Рейкгольт — 29 травня 1969, Акранес) — ісландський священник і богослов, єпископ Ісландії з 1954 до 1959 рік. Двоюрідний брат і близький друг восьмого єпископа Ісландії Сігюргейра Сігюрдссона.

## Біографія
Аусмюндюр Ґвюдмюндссон народився 6 жовтня 1888 року у Рейкгольті у сім'ї священника Ґвюдмюндюра Гельгасона (ісл. Guðmundur Helgason) з Біртінґагольта в громаді Грюнаманнагреппюр, який був священником і пробстом у Рейкгольті, і Тоури Аугусти Аусмюндсдоуттір (ісл. Þóra Ágústa Ásmundsdóttir).
Навчався у Копенгагенському університеті, де 22 травня 1909 року здобув ступінь кандидата філософії та 8 червня 1909 року ступінь з давньоєврейської мови. 19 червня 1912 року він здобув ступінь кандидата богослов'я в Університеті Ісландії. Влітку 1912 року Аусмюндюра висвятили на священника, він служив пресвітером в ісландських поселеннях у Саскачевані з 1912 до 1914 рік та в Альберті протягом місяця 1914 року.
З 24 червня 1915 року він працював помічником священника в Стіккісгоульмюрі, з 31 травня 1916 року став парафіяльним священником у громаді Гельґафедльсгреппюр. Паралельно зі своєю священницькою діяльністю він викладав у початковій школі у Стіккісгоульмюрі у 1915—1916 роках. Його призначили ад'юнкт-професором богословського факультету Університету Ісландії 24 квітня 1928 року та професором 24 квітня 1934 року. Постдокторантську освіту з богослов'я він здобував в університетах Берліна та Єни у 1929 році та в Оксфорді та Кембриджі у 1934 році. З 1934 до 1935 рік він обіймав посаду декану богословського факультету Університету Ісландії і, за сумісництвом, був лектором в Ісландському педагогічному коледжі з 1928 до 1954 рік.
Після смерті у жовтні 1953 року Сігюргейра Сігюрдссона, 30 січня 1954 року, Аусмюндюра обрали єпископом Ісландії. Його висвятили на єпископа 20 червня 1954 року в кафедральному соборі Рейк'явіка преподобним Б'ядні Йонссоном, допоміжним єпископом. Він залишив посаду 1 липня 1959 року, а його наступником став Сігюрб'єдн Ейнарссон. Після звільнення від обов'язків єпископа Аусмюндюр займався перекладом Біблії.
З 27 червня 1915 року Аусмюндюр був одружений зі Стейнюнн Сіґрідюр Маґнусдоттір (ісл. Steinunn Sigríður Magnúsdóttir) і мав семеро дітей — чотири сини та три дочки.

## Творчість
Аусмюндюр написав велику кількість книг і зробив низку перекладів. Деякі з його книг:
- Frá heimi fagnaðarerindisins: helgidagaræður frá 1. sunnudegi í Aðventu. til 2. páskadags, Reykjavík 1919.
- Ágrip af almennri trúarbragðasögu: minnisgreinar, Reykjavík 1935.
- Samstofna guðspjöllin. Uppruni þeirra og afstaða sin í milli , Reykjavík 1938.
- Haraldur Nielsson, Reykjavík 1938.
- Markúsarguðspjall: skyringar, Reykjavík 1942.
- Þor og þróttur, Reykjavík 1944.
- Ærslaveturinn í 2. bekk í bókinni Minningar úr menntaskóla, Reykjavík 1946, bls. 235—242.
- Saga Ísraelsþjóðarinnar, Reykjavík 1948.
- Fjallræða Jesú og dæmisögur: skyringar, Reykjavík 1948
- Það sem aldrei deyr (Frásögn af Þóru Ásmundsdóttur) у книзі Móðir min, 2. bindi, Reykjavík 1958, bls. 12-21.
- Frá heimi fagnaðarerindisins: helgidagaræður: nitt safn, Isafold, Reykjavík 1959.
- Æfi Jesú, Reykjavík 1964.

Найвідоміші переклади:
- Adolf von Harnack. Kristindómurinn: Fyrirlestrar haldnir við Berlínar-Háskóla veturinn 1899-1900. — Seyðisfirði, 1926.
- David Åhlén. Kirkjusöngurinn á Íslandi. — Kirkjuritið. — Reykjavík, 1959. — № 5. — С. 233-235.
- Kaj Munk. Predikun. — Kirkjuritið. — Reykjavík, 1943. — № 8. — С. 293-300.
- Leiðin mín. — Reykjavík : Fróði, 1966.
- Kristian Schjelderup. Skoðanir mínar fyrrum og nú. — Kirkjuritið. — Reykjavík, 1960. — № 2. — С. 60-65.
- María, Rúmenadrottning. Sýn Vasíls. — Kirkjuritið. — Reykjavík, 1946. — № 9. — С. 335-345.
- Richard Åsberg. Katrín frá Bóra. — Kirkjuritið. — Reykjavík, 1953. — № 2. — С. 80-87.
- Selma Lagerlöf. Sveitadúkur Veróniku helgu. — Kirkjuritið. — Reykjavík, 1943. — № 3. — С. 106-11.
- Selma Lagerlöf. Brunnur vitringanna. — Kirkjuritið. — Reykjavík, 1943. — № 9. — С. 315-32.
- Þórður Tómasson. Jólagestur. — Kirkjuritið. — Reykjavík, 1945. — № 11. — С. 297-307.